# متاؤس الثاني (بابا الإسكندرية)
متاؤس الثاني، بابا الإسكندرية وبطريرك الكرازة المرقسية للأقباط الأرثوذكس رقم 90. وأقام بطريركاً لمدة 13 سنة، في الفترة من 10 سبتمبر 1452 م حتى 10 سبتمبر 1465 م، وتوفي. وخلا الكرسي بعده 4 أشهر و29 يوماً.